# Афанасово-1
Афана́сово-1 (рос. Афанасово-1) — присілок у складі Богородського міського округу Московської області, Росія.

## Населення
Населення — 10 осіб (2010; 30 у 2002).
Національний склад (станом на 2002 рік):
- росіяни — 80 %